# Anax
Anax е род водни кончета от семейство Aeshnidae. Включва видове като царски пъстролет (Anax imperator).

## Етимология
Думата anax произлиза от старогръцкото ἄναξ – „господар, цар“).

## Описание
Представителите на рода Anax са много големи водни кончета. Те обикновено имат светло оцветени тела и тъмни опашки с бледи петна.
Някои видове са прелетни (Anax junius).

## Видове
Родът Anax включва видовете:
- Anax amazili (Burmeister, 1839)[5]
- Anax bangweuluensis Kimmins, 1955[6]
- Anax chloromelas Ris, 1911[7]
- Anax concolor Brauer, 1865[5]
- Anax congoliath Fraser, 1953
- Anax ephippiger (Burmeister, 1839)[8]
- Anax fumosus Hagen, 1867
- Anax georgius Selys, 1872[9]
- Anax gladiator Dijkstra & Kipping, 2015[10]
- Anax gibbosulus Rambur, 1842[9]
- Anax guttatus (Burmeister, 1839)[9]
- Anax immaculifrons Rambur, 1842[11]
- Anax imperator Leach, 1815[12][13]
- Anax indicus Lieftinck, 1942[14]
- Anax junius (Drury, 1773)[5]
- Anax longipes Hagen, 1861[5]
- Anax maclachlani Förster, 1898
- Anax mandrakae Gauthier, 1988
- Anax nigrofasciatus Oguma, 1915[15]
- Anax panybeus Hagen, 1867
- Anax papuensis Burmeister, 1839[16]
- Anax parthenope (Selys, 1839)[12]
- Anax piraticus Kennedy, 1934
- Anax pugnax Lieftinck, 1942
- Anax selysi Förster, 1900
- Anax speratus Hagen, 1867[17]
- Anax strenuus Hagen, 1867[18]
- Anax tristis Hagen, 1867[19]
- Anax tumorifer McLachlan, 1885
- Anax walsinghami McLachlan, 1882[5]